# Kanton Saint-Antonin-Noble-Val
Kanton Saint-Antonin-Noble-Val is een voormalig kanton van het Franse departement Tarn-et-Garonne. Kanton Saint-Antonin-Noble-Val maakte deel uit van het arrondissement Montauban. Het werd opgeheven bij decreet van 27 februari 2014 met uitwerking op 22 maart 2015. Alle gemeenten werden opgenomen in het kanton Quercy-Rouergue.

## Gemeenten
Het kanton Saint-Antonin-Noble-Val omvatte de volgende gemeenten:
- Castanet
- Cazals
- Féneyrols
- Ginals
- Laguépie
- Parisot
- Saint-Antonin-Noble-Val (hoofdplaats)
- Varen
- Verfeil